# 家の裏庭にいる三人の女と一人の男
『家の裏庭にいる三人の女と一人の男』（いえのうらにわにいるさんにんのおんなとひとりのおとこ、蘭: Een gezelschap op de plaats achter een huis、英: Company in a Courtyard Behind a House）は、17世紀オランダ黄金時代のデルフトの画家ピーテル・デ・ホーホが1663–1665年にキャンバス上に油彩で描いた絵画である。アムステルダム美術館から寄託の形で、アムステルダム国立美術館の「栄誉の間」に展示されている。

## 作品
1650年代後半、デ・ホーホは、これまで常に室内に置かれた少人数の集団やせっせと働く主婦たちを、外の新鮮な空気の中に配置するという考えを思いついた。これによって、彼は興味深い遠近法や照明の効果を探求する機会を得ることができた。
デ・ホーホは通常、簡素なレンガ造りの裏庭に人物たちを配置した。壁のレンガは庭の小道と同様に、一つずつ念入りに描かれている。テーブルに座っている男性が女性を興味深げに見つめる様子は、情景がロマンチックな内輪話であることを仄めかしている。
本作は、1910年に研究者のホフステーデ・デ・フロートにより以下のように記述された。 
286番。小さな家の前の庭の情景 (または、恋人たち)。 ジョン・スミス (研究者) 61番、補遺25番、デ・フロート 6番。赤い屋根、レンガ壁、白い付け柱のある小さな家の前で、紳士と赤い上着、黄色いスカートを身に着けた女性が小さなテーブルに座っている。鑑賞者にほぼ背を向けて座っている女性は、ワイングラスにレモンを絞っている。 右手にパイプを持っている紳士は、興味を引かれて見ている。男女の背後には、年配の女性がビールのグラスを持って、やってきている。右側の家の端には、召使の少女が盥の上に立って、銅製の鍋を洗っている。右側には、開いた庭の戸がある木製のフェンスがあり、その上には木々が伸びている。人物群の左側には、木々を前にして柵がある。1660–65年頃に制作された初期の名品である。「晴れた午後の輝く陽射しが情景に不思議な魅力を与えている」 (ジョン・スミス). 
左側の地面に「P D HOOG」の署名。キャンバス、縦24インチ、横18と1/2インチ。チャプリン (Chaplin) によりイングランドに輸入された。1832年、オニール (O'Neil) のコレクション。1842年、アムステルダムのファン・デル・ホープのコレクション。 
現在、ファン・デル・ホープの遺贈によりアムステルダム国立美術館の所蔵、1903年の目録で1251番 (以前は、686番)。